# فیفا خیابانی (بازی ویدئویی ۲۰۱۲)
فوتبال خیابانی (انگلیسی: FIFA Street) یک بازی ورزشی ساخته شده توسط ای‌ای اسپورتس می باشد که در سال 2012 برای پلی‌استیشن ۳ و اکس‌باکس ۳۶۰ منتشر شده است. این بازی شامل مسابقات شش نفره ، پنج نفره، یک به یک و فوتسال می باشد.